# The TV Set
Pour plus de détails, voir Fiche technique et Distribution.
The TV Set est un film américain réalisé par Jake Kasdan, sorti en 2006.

## Synopsis
Mike Klein est un scénariste idéaliste qui tente de mener à bien son projet de pilote de série télévisée en restant fidèle à sa vision et en évitant toutes les embuches qui se trouvent sur son chemin.

## Fiche technique
- Réalisation : Jake Kasdan
- Scénario : Jake Kasdan
- Photographie : Uta Briesewitz
- Montage : Tara Timpone
- Musique : Michael Andrews
- Société de production : The TV Set Holding Company
- Pays d'origine :  États-Unis
- Langue originale : anglais
- Format : couleur - 2,35:1 - Dolby Digital
- Genre : Comédie dramatique
- Durée : 88 minutes
- Dates de sortie : 
  -  États-Unis : 28 avril 2006 (Festival du film de TriBeCa)

## Distribution
- David Duchovny : Mike Klein
- Sigourney Weaver : Lenny
- Ioan Gruffudd : Richard McCallister
- Judy Greer : Alice
- Fran Kranz : Zack Harper
- Lindsay Sloane : Laurel Simon
- Justine Bateman : Natalie Klein
- Lucy Davis : Chloe McCallister
- Willie Garson : Brian
- M. C. Gainey : Hutch
- Simon Helberg : TJ Goldman
- Philip Rosenthal : Cooper
- Philip Baker Hall : Vernon Maxwell
- Allison Scagliotti : Bethany
- Charlotte Salt : Sarah
- Kathryn Joosten : Lois

## Accueil
Le film n'a connu qu'une sortie limitée aux États-Unis, rapportant 265 000 $ au box-office, et est sorti directement sur le marché vidéo dans le reste du monde.
Il recueille 64 % de critiques favorables, avec une note moyenne de 6,3/10 et sur la base de 76 critiques collectées, sur le site Rotten Tomatoes.